# Thalictrum scabrifolium
Thalictrum scabrifolium är en ranunkelväxtart som beskrevs av Adrien René Franchet. Thalictrum scabrifolium ingår i släktet rutor, och familjen ranunkelväxter. Inga underarter finns listade i Catalogue of Life.